# Адолф VI (Холщайн-Шауенбург)
Адолф VI фон Холщайн-Шаумбург (на немски: Adolf VI von Holstein-Schauenburg; * 1256; † 1315) е граф в Холщайн и Шауенбург (тогава още Шаумбург) от 1290 до 1315 г.
Той е третият син на граф Герхард I фон Холщайн-Итцехое (1232 – 1290) и Елизабет фон Мекленбург († ок. 1280), дъщеря на княз Йохан I фон Мекленбург (1211 – 1264). При наследствената подялба той получава през 1290 г. Холщайн-Пинеберг и племенното графство Шауенбург (Шаумбург), което управлява до смъртта си през 1315 г. Той основава така линията Млад Дом Шаумбург, а братята му управляват в останалия Холщайн (Холщайн-Пльон и Холщайн-Рендсбург).
През 1298 г. Адолф VI издава освободителното писмо на град Герден.
Той построява през 1302 г. водния замък Бюкебург пред Зандфорде.

## Фамилия
Адолф VI се жени на 14 февруари 1297 г. за Хелена фон Саксония-Лауенбург († сл. 1332), дъщеря на херцог Йохан I от Саксония-Лауенбург († 1285). Те имат децата:
- Адолф VII (* ок. 1297; † 5 юни 1354), женен I. на 25 февруари 1301 г. за Хедвиг фон Шваленберг († 1322), II. пр. 25 юли 1322 за Хайлвиг цур Липе († 1369)
- Герхард († 1353), епископ на Минден
- Ерменгард († 1326), омъжена за граф граф Ото II фон Хоя († 1324)
- Елизабет († сл. 1332), омъжена 1316 г. за граф Хайнрих III фон Шверин († 1344)
- Хелена († 28 януари 1341), омъжена за граф Хайнрих IX фон Шварцбург († 1358)
- Луитгард († пр. 22 януари 1387), монахиня
- Мехтилд († 1340), омъжена ок. 1325 г. Конрад VI фон Дипхолц († 1379)
- Ерих фон Холщайн († 1350), номиниран 1331 г. за епископ на Хилдесхайм